# Сваранц
Сваранц — село в Сюникском районе Республики Армения, в 19 км к юго-западу от Гориса, в верховьях реки Татев, в долине, у северного подножия горы Арамазд, 1750—1800 м над уровнем моря. Расстояние от областного центра Капана составляет около 51 км.

## История
Село было включено под названием Суваранц в Зангезурский уезд Царской России Елизаветпольской губернии. В советские годы входил в состав Зангезурской области Армянской ССР, а с 1930 года — Горисской области. С 1995 года входит в состав Сюникской области Республики Армения, а с 2015 года входит в состав укрупненной Татевской общины.

## География
Административная территория общины занимает 1621,20 га, из них земли сельского значения составляют 1562,95 га. По эксплуатационному значению земли сельскохозяйственного назначения состоят из пашни — 191,24 га, сенокосов — 42,16 га, пастбищ — 799,38 га и прочих земель — 527 га.
Согласно «Карте мира» Анании Ширакаци, он располагался в провинции Хабанд.

## Население
По результатам переписи населения РА 2011 года постоянное население Сваранца составляло 264 человека, нынешнее — 202 человека. Село было заселено и продолжает населяться армянами, население менялось с течением времени.
| Год      | 1873 | 1897 | 1926 | 1989 | 2001 | 2004 | 2008 | 2011 |
| Резидент | 181  | 350  | 387  | 358  | 360  | 368  | 286  | 264  |

## Хозяйство
Население занимается скотоводством, садоводством, выращиванием зерна.

## Историко-культурные сооружения
В селе находится церковь Св. Азарапркич. Она была построена в 1705 году, представляет собой базилику из полированных базальтовых камней. В окрестностях села сохранилось множество средневековых памятников: руины Цораберда, часовня, хачкары и др.

## Легенда
Говорят, что когда Ленк Темур хотел завоевать Армению, ему сказал старый солдат.- Куда хочешь, не ходи только в Сюник."Почему?" — недоумевает Ленк Темур.-- Все ведут туда, к скале, — ответил старый солдат. Облака ниже их очагов. Их не поразит ни стрела, ни меч."Хорошо, — сказал Ленк Темур, — сначала я их завоюю".
И он атакует Сюник. Он борется один день, пять дней, десять дней… Сюникцы не сдаются. Днем из их очагов поднимается дым, а ночью пылает пламя. Ленк Темур щедро обещает, дает клятвы… Сюникцы не сдаются. Только жители одного села хотят сдаться. Ленк Темур обещает не убивать их. Священник села не дает сдаться односельчанам. Что он делает, не делает, они не слушают его. Они сдаются. Ленк Темур гонит их в поле и говорит: — Я обещал не убивать вас. Я держу свое слово. Но я поклялся не оставлять вас в живых.
И приказывает вырыть траншею (яму), всех оставить в живых. Так и делают. Священник услышав об этом, берет дымовую книгу, стирает старое название деревни, на том месте пишет Сев аранц шен, то есть деревня черных людей, деревня бесстыжих существ. И с этого дня старое название села забыто, оно остается Сев аранц, которое потом становится Сваранцем.